# Plaza de toros de Cazorla
La plaza de toros de Cazorla es un inmueble histórico del municipio de Cazorla (Jaén), donde se celebran festejos taurinos y otros tipos de espectáculos.
La plaza de toros está catalogada como plaza de tercera categoría. Actualmente cuenta con un aforo de 3.500 localidades.
El coso, situado en la Calle de la Sombra fue inaugurado en 19 de septiembre de 1928, sin conocerse el cartel inaugural.

## Historia

### Antecedentes
Anterior a la construcción de la plaza de toros desde aproximadamente mediados del Siglo XIX, los festejos se celebraban en un coso portátil situado en la plaza de Santa María, usándose multitud de veces el balcón de la iglesia como palco, el cual fue lugar habitual para la celebración de festejos taurinos hasta la construcción de la plaza de toros de 1928.

### Inauguración
La plaza de toros fue inaugurada el 19 de septiembre de 1928 debido a la gran demanda que despertaba la fiesta de los toros en la localidad, los datos del cartel inaugural se desconocen.

### Propietarios
La plaza de toros fue impulsada por el ayuntamiento de Cazorla y desde entonces pertenece al mismo.

## Características
La plaza de toros cuenta con un estilo moderno, actualmente tiene un aforo de aproximadamente 3.500 localidades, capilla, corrales, chiqueros, enfermería...
Esta plaza cuenta con la peculiaridad de que algunas casas están situadas en la fachada del edificio por lo tanto desde las viviendas se puede observar perfectamente el coso taurino.

## Estadísticas

#### Toreros qué han tomado la alternativa en la plaza de toros de Cazorla
| Nombre           | Fecha                    | Toro                          | Padrinos                         | Ref.                               |
| ---------------- | ------------------------ | ----------------------------- | -------------------------------- | ---------------------------------- |
| Antonio Lizarazo | 18 de septiembre de 1959 | "Laminado" de Flores Albarrán | V.B.”El Tino” y Abelardo Vergara | [ 10 ]                             |
| Adrián de Torres | 18 de septiembre de 2012 | de Apolinar Soriano           | Juan José Padilla y El Fandi     | [ 11 ] [ 12 ] [ 13 ] [ 14 ] [ 15 ] |

## Hitos
El 12 de junio de 2021 la plaza de toros de Cazorla será sede del Circuito de Novilladas de Andalucía 2021 perteneciente a la Liga Nacional de Novilladas, lo hará con un cartel compuesto por Miguel Polope, Manuel Perera y Cristián Parejo con novillos de El Cotillo y Martín Lorca.

## Peña taurina
En la localidad se encuentra la peña Círculo Cultural Taurino de Cazorla “Toros para todos” que cuenta aproximadamente con unos 200 socios. Además de la también peña taurina “Toros Par Ti de Cazorla”.

## Festejos taurinos
En julio, agosto y del 18 al 20 de septiembre, en honor al Santísimo Cristo del Consuelo, se vienen celebrando festejos taurinos en la localidad, aunque también se ha celebrado festejos taurinos por otras fechas.
Aparte de celebrarse festejos taurinos también se han realizado otros tipos de eventos como conciertos.